# Trouhans
Trouhans és un municipi francès, situat al departament de la Costa d'Or i a la regió de Borgonya - Franc Comtat. L'any 2007 tenia 634 habitants.

## Demografia

### Població
El 2007 la població de fet de Trouhans era de 634 persones. Hi havia 220 famílies, de les quals 48 eren unipersonals (24 homes vivint sols i 24 dones vivint soles), 72 parelles sense fills, 96 parelles amb fills i 4 famílies monoparentals amb fills.
La població ha evolucionat segons el següent gràfic:
Habitants censats

### Habitatges
El 2007 hi havia 253 habitatges, 228 eren l'habitatge principal de la família, 9 eren segones residències i 16 estaven desocupats. 249 eren cases i 4 eren apartaments. Dels 228 habitatges principals, 209 estaven ocupats pels seus propietaris, 15 estaven llogats i ocupats pels llogaters i 4 estaven cedits a títol gratuït; 6 tenien dues cambres, 39 en tenien tres, 67 en tenien quatre i 116 en tenien cinc o més. 152 habitatges disposaven pel capbaix d'una plaça de pàrquing. A 86 habitatges hi havia un automòbil i a 117 n'hi havia dos o més.

### Piràmide de població
La piràmide de població per edats i sexe el 2009 era:
| Homes | Edats   | Dones |
| ----- | ------- | ----- |
| 0     | 95 o +  | 0     |
| 0     | 90 a 94 | 8     |
| 0     | 85 a 89 | 8     |
| 4     | 80 a 84 | 0     |
| 16    | 75 a 79 | 8     |
| 8     | 70 a 74 | 4     |
| 20    | 65 a 69 | 8     |
| 16    | 60 a 64 | 16    |
| 8     | 55 a 59 | 0     |
| 12    | 50 a 54 | 12    |
| 40    | 45 a 49 | 28    |
| 36    | 40 a 44 | 36    |
| 12    | 35 a 39 | 28    |
| 24    | 30 a 34 | 16    |
| 16    | 25 a 29 | 16    |
| 32    | 20 a 24 | 20    |
| 44    | 15 a 19 | 20    |
| 36    | 10 a 14 | 24    |
| 24    | 5 a 9   | 16    |
| 16    | 0 a 4   | 20    |

## Economia
El 2007 la població en edat de treballar era de 412 persones, 305 eren actives i 107 eren inactives. De les 305 persones actives 285 estaven ocupades (173 homes i 112 dones) i 20 estaven aturades (4 homes i 16 dones). De les 107 persones inactives 24 estaven jubilades, 39 estaven estudiant i 44 estaven classificades com a «altres inactius».

### Ingressos
El 2009 a Trouhans hi havia 237 unitats fiscals que integraven 665 persones, la mediana anual d'ingressos fiscals per persona era de 15.346 €.

### Activitats econòmiques
Dels 19 establiments que hi havia el 2007, 1 era d'una empresa extractiva, 7 d'empreses de construcció, 3 d'empreses de comerç i reparació d'automòbils, 1 d'una empresa de transport, 2 d'empreses d'hostatgeria i restauració, 1 d'una empresa financera, 2 d'empreses de serveis i 2 d'empreses classificades com a «altres activitats de serveis».
Dels 9 establiments de servei als particulars que hi havia el 2009, 1 era una oficina de correu, 2 fusteries, 1 lampisteria, 2 electricistes, 1 empresa de construcció i 2 restaurants.
L'únic establiment comercial que hi havia el 2009 era una adrogueria.
L'any 2000 a Trouhans hi havia 11 explotacions agrícoles que ocupaven un total de 784 hectàrees.

## Equipaments sanitaris i escolars
El 2009 hi havia 1 escola maternal i 1 escola elemental.

## Poblacions més properes
El següent diagrama mostra les poblacions més properes.